# Nokia Lumia 820
O Nokia Lumia 820 é um smartphone projetado, desenvolvido e comercializado pela Nokia. Ele é o sucessor do Lumia 800 e é um dos primeiros celulares da Nokia ao implementar o Windows Phone 8 ao lado do Nokia Lumia 920. Apesar de ter uma aparência semelhante com o Lumia 800, o Lumia 820 é um grande reformulação em relação ao seu predecessor, ostentando uma tela de 4.3 polegadas Amoled, com vidro resistente a riscos, embora não seja o Gorilla Glass.Tem um processador dual-core de 1,5 GHz, e uma câmera de 8,7 megapixels. O aparelho virá com conectividade LTE e carregamento sem fio. O Lumia 820 é o primeiro Windows Phone da Nokia que aceita slot para cartão microSD.

## Variantes do modelo
| Modelo                    | RM-824                                               | RM-825                                                     | RM-826                                                       |
| ------------------------- | ---------------------------------------------------- | ---------------------------------------------------------- | ------------------------------------------------------------ |
| Países                    | México, Estados Unidos                               | Internacional                                              | China                                                        |
| Operadoras/Provedores     | A Telcel, AT&T                                       | Internacional                                              |                                                              |
| 2G                        | Quad-band GSM/EDGE (850/900/1800/1900 MHz)           | Quad-band GSM/EDGE (850/900/1800/1900 MHz)                 | Quad-band GSM/EDGE (850/900/1800/1900 MHz)                   |
| 3G                        | Quad-Band HSPA+ 1, 2, 5/6, 8 (850/900/1900/2100 MHz) | Quad-Band HSPA+ 1, 2, 5/6, 8 (850/900/1900/2100 MHz)       | Penta-band HSPA+ 1, 2, 4, 5/6, 8 (850/900/AWS/1900/2100 MHz) |
| 4G                        | Dual-Band LTE 4 e 17 (1700/700 MHz)                  | Penta-band LTE 1, 3, 7, 8, 20 (2100/1800/2600/900/800 MHz) | sim                                                          |
| Velocidade máxida de rede | LTE: 100 Mbit/s                                      | LTE: 100 Mbit/s                                            | LTE: 100 Mbit/s                                              |